# هوركلية ثلاثية الأسنان
هوركلية ثلاثية الأسنان (الاسم العلمي:Horkelia tridentata) هي نوع من النباتات تتبع جنس الهوركلية من الفصيلة الوردية.